# سيمون تومسون
سيمون تومسون (بالإنجليزية: Simon Thompson)‏ هو تريثلت أسترالي، ولد في 10 ديسمبر 1977 في ملبورن في أستراليا.

## وصلات خارجية
- سيمون تومسون على موقع اتحاد الترياتلون الدولي (الإنجليزية)
- سيمون تومسون على موقع أوليمبيديا (الإنجليزية)
- سيمون تومسون على موقع اللجنة الأولمبية الأسترالية (الإنجليزية)
- سيمون تومسون على موقع اتحاد ألعاب الكومنولث (مؤرشف) (الإنجليزية)
- سيمون تومسون على موقع دورة ألعاب الكومنولث 2006 (مؤرشف) (الإنجليزية)